# Массаракш
Массара́кш — распространённое ругательство, употребляемое жителями планеты Саракш, дословно обозначающее «Мир наизнанку». Впервые описано в романе братьев Стругацких «Обитаемый остров», также упоминается в их романе того же цикла «Жук в муравейнике». Отмечены развёрнутые формы этого же проклятия — «Массаракш-и-массаракш», «тридцать три раза массаракш».

## Происхождение
В «Обитаемом острове» происхождение этого выражения связывается с космогоническими взглядами жителей Саракша. Необычно большая рефракция атмосферы этой планеты сильно поднимала видимое положение линии горизонта, в результате чего жители Саракша полагали, что поверхность их мира является вогнутой, а сами они живут на дне гигантского котлована. Противоположная точка зрения — о том, что они живут на поверхности выпуклой планеты — хотя и возникла, но не получила признания, а некогда и преследовалась официальной религией, и её сторонники считались еретиками. Отзвуком этой борьбы идей и явилось выражение «Саракш (то есть мир) наизнанку».
Борис Стругацкий так описывал историю возникновения этого слова:
Словечко это имитирует обыкновенное «приличное» ругательство. Что-нибудь вроде «ч-чёр-рт!» или «с-скотина!» Звучное слово, хорошо исполняет своё назначение. Прижилось. Дословный «перевод» его «мир наизнанку» — был придуман заметно позже, а уж из этого перевода ещё позже родилось название планеты — Саракш.Офлайн интервью с Борисом Стругацким
В казахском языке употребляется сходное восклицание «масқара», что дословно означает «ужас, кошмар, позор».
Название «Саракш» было образовано от названия реального посёлка Саракташ Оренбургской области (аналогично другому фантастическому топониму в творчестве Стругацких — названию фигурирующего в романе «Отягощённые злом, или Сорок лет спустя» города Ташлинск, образованного от наименования села Ташла, также расположенного в Оренбургской области). Аркадий и Борис Стругацкие, будучи эвакуированными во время Великой Отечественной войны из блокадного Ленинграда в Оренбургскую область, проживали в Ташле; Аркадий в этот период работал на местном молокозаводе и неоднократно посещал также посёлок Саракташ.
В романе упоминается о том, что артиллеристы всё-таки знают, что планета имеет форму шара: из сопоставления математических расчётов и практики стрельбы из дальнобойных орудий. Эта информация скрывается от обычных людей:  
Максим понял, что находится в гигантской ловушке, что контакт сделается возможным только тогда, когда ему удастся буквально вывернуть наизнанку естественные представления, сложившиеся в течение десятилетий. По-видимому, это уже пытались здесь проделать, если судить по распространенному проклятию «массаракш», что дословно означало «мир наизнанку»; кроме того, Гай рассказал о чисто абстрактной математической теории, рассматривавшей Мир иначе. Теория эта возникла еще в античные времена, преследовалась некогда официальной религией, имела своих мучеников, получила математическую стройность трудами гениальных математиков прошлого века, но так и осталась чисто абстрактной, хотя, как и
большинство абстрактных теорий, нашла себе наконец практическое применение – совсем недавно, когда были созданы сверхдальнобойные баллистические снаряды.

## Культурное влияние
С конца 1970-х годов слово стало популярно в среде любителей научной фантастики. В частности, известно несколько фэнзинов с таким названием, а также абаканский клуб любителей фантастики «Массаракш». В Ростове-на-Дону издается газета с тиражом 20000 экземпляров как приложение к изданию «Наше время».
Кроме того, слово используется в современной публицистике как синоним катастрофы, которая переворачивает мир.
- «Массаракш» — альбом мурманского музыканта Василия К., вышедший в 2003 г.
- В пародийном шоу «Большая Разница» была показана пародия на фильм «Обитаемый остров» в стиле киножурнала «Ералаш» под названием «Массаракш», также в самой пародии было обыграно ругательство и объяснено что оно означает.